# Isabeli Fontana
Isabeli Bergossi Fontana (Curitiba, 4 de julho de 1983) é uma supermodelo e atriz brasileira. Isabeli é uma das grandes modelos brasileiras, com campanhas importantes na sua carreira. De 2001 a 2006, foi uma das 50 principais modelos do mundo. Participou sete vezes do calendário Pirelli. Segundo a revista Forbes, Isabeli Fontana foi em 2007 a 11ª modelo mais bem paga do mundo, com ganhos estimados em 3 milhões de dólares. Fontana tem um patrimônio líquido de 8 milhões de dólares e ganha um salário anual de 1 milhão de dólares.

## Carreira de modelo
Participando de concursos de beleza desde a infância, com apenas 13 anos de idade ela chegou às finais do Elite Model Look 1996, e a partir daí iniciou sua carreira, posando para editoriais de moda.
Mudou-se sozinha para Milão em 1997, e a partir daí despontou nas passarelas nacionais. Desfilou na primeira edição do Morumbi Fashion, hoje mais conhecido como São Paulo Fashion Week, mas foi somente em 1999 que ela ganhou destaque no mercado internacional, quando foi morar em Nova York, e lá então fez a sua primeira campanha internacional da grande grife italiana Valentino, fotografada por Steven Meisel.
Em 1999 depois da campanha da Valentino, Isabeli fez sua primeira semana de moda no exterior, desfilando em Nova York, Paris, Milão e Berlin, para grandes grifes como: Blumarine, BCGB Max Azria, Givenchy, Giorgio Armani, Hugo Boss, Michael Kors, Versace entre outras.
No mesmo ano com apenas 16 anos, Isabeli apareceu em um catálogo da Victoria's Secret que gerou um grande processo judicial, por ela ter menos de 21 anos. Isabeli desfilou no Victoria's Secret Fashion Show nos anos de 2003, 2005, 2007, 2008, 2009, 2010, 2012 e 2014.

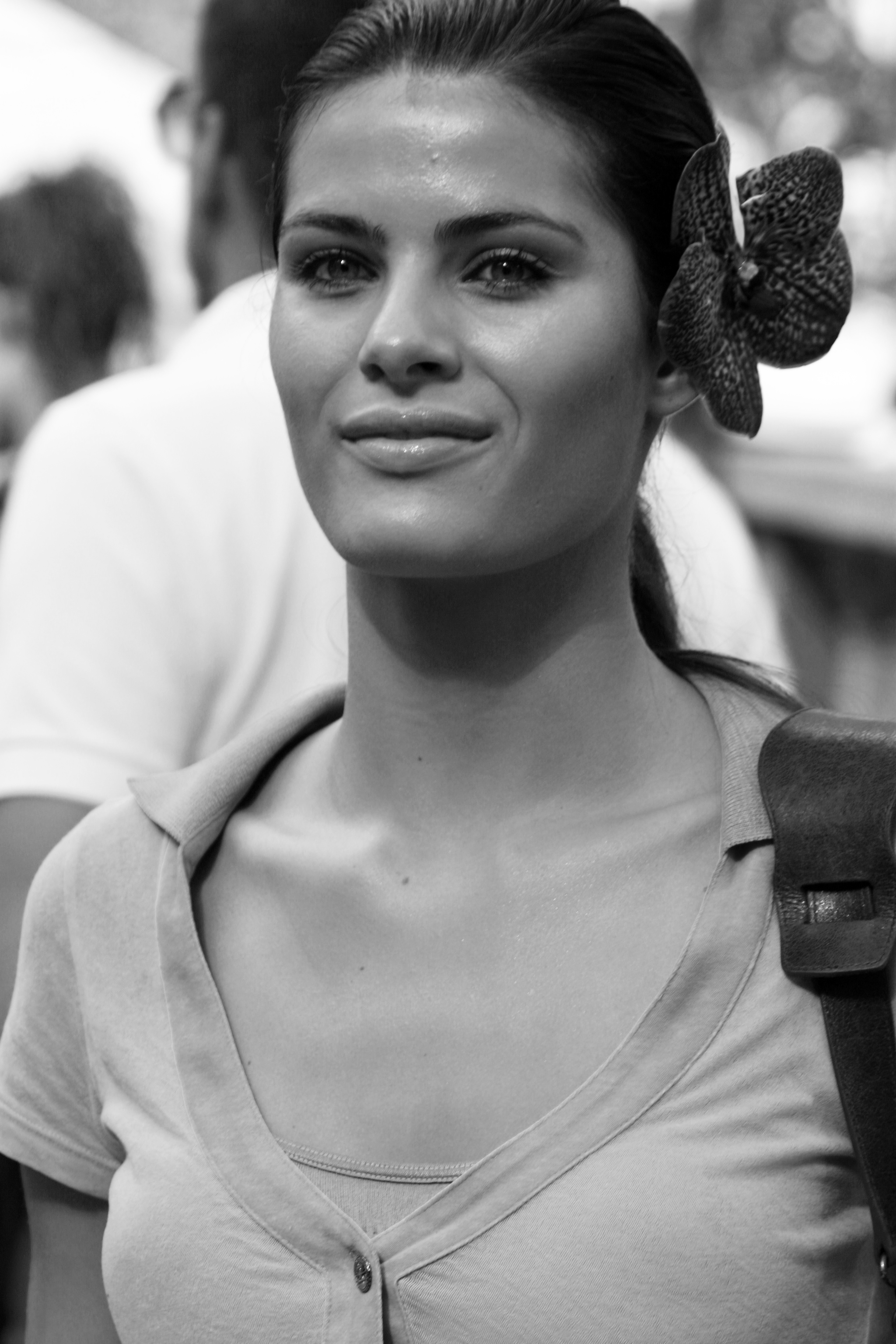
Fontana (2007)

Isabeli desde então já fez campanhas para grandes grifes como: Armani Jeans, Bulgari, Victoria's Secret, Cesare Paciotti, Chanel, Dolce & Gabbana, Oscar de la Renta, Escada, Saks Fifth Avenue, Gap, H&M, Moschino, Ralph Lauren, Versace, Versus, entre outras.
Desfilou na Semana da Moda de Paris Haute Couture nos anos de 1999, 2001, 2003, 2009 e 2010, para grifes: Atelier Versace, Balmain, Chanel, Elie Saab, Emmanuel Ungaro, Givenchy, Jean Paul Gaultier, Valentino e Versace. Fotografada por Steven Meisel, ela foi apresentada na capa da Vogue americana as one of the "Models of the Moment".
Segundo a revista Forbes, Isabeli Fontana foi em 2007 a 11ª modelo mais bem paga do mundo, com ganhos estimados em 3 milhões de dólares.
Em 2001, Isabeli entrou pela primeira vez no ranking das 50 melhores modelos do mundo do site models.com e permaneceu até o começo de 2006, quando o seu segundo filho Lucas nasceu. Ela saiu do ranking e parou de trabalhar por alguns meses. Em 2007, Isabeli voltou para o ranking das 50 melhores modelos, no ano de 2008 chegou a ficar em 2° lugar. Em 2009 ela saiu da lista das 50 melhores modelos do mundo, passando a integrar no seleto time das 20 modelos ícone do site models.com. Em 2009 começou na 17ª posição, no ano de 2010 ela ficou em 18° e em 2011 subiu 5 posições, estando, atualmente, na 13ª colocação.
Participou várias vezes do Calendário Pirelli nos anos de 2003, 2005, 2009, 2011 e foi confirmada para o calendário de 2012.
Em dezembro de 2008, ela fechou contrato com a grande Biocolor para ser garota propaganda da linha de cabelos, o contrato terminou em junho de 2010.
Em dezembro de 2009, fechou um contrato com a grande marca de departamentos C&A, fazendo a sua primeira campanha de alto verão 2009. Em janeiro de 2010, junto com as outras modelos Ana Beatriz Barros e Caroline Ribeiro formaram o trio de garotas propaganda para a marca.

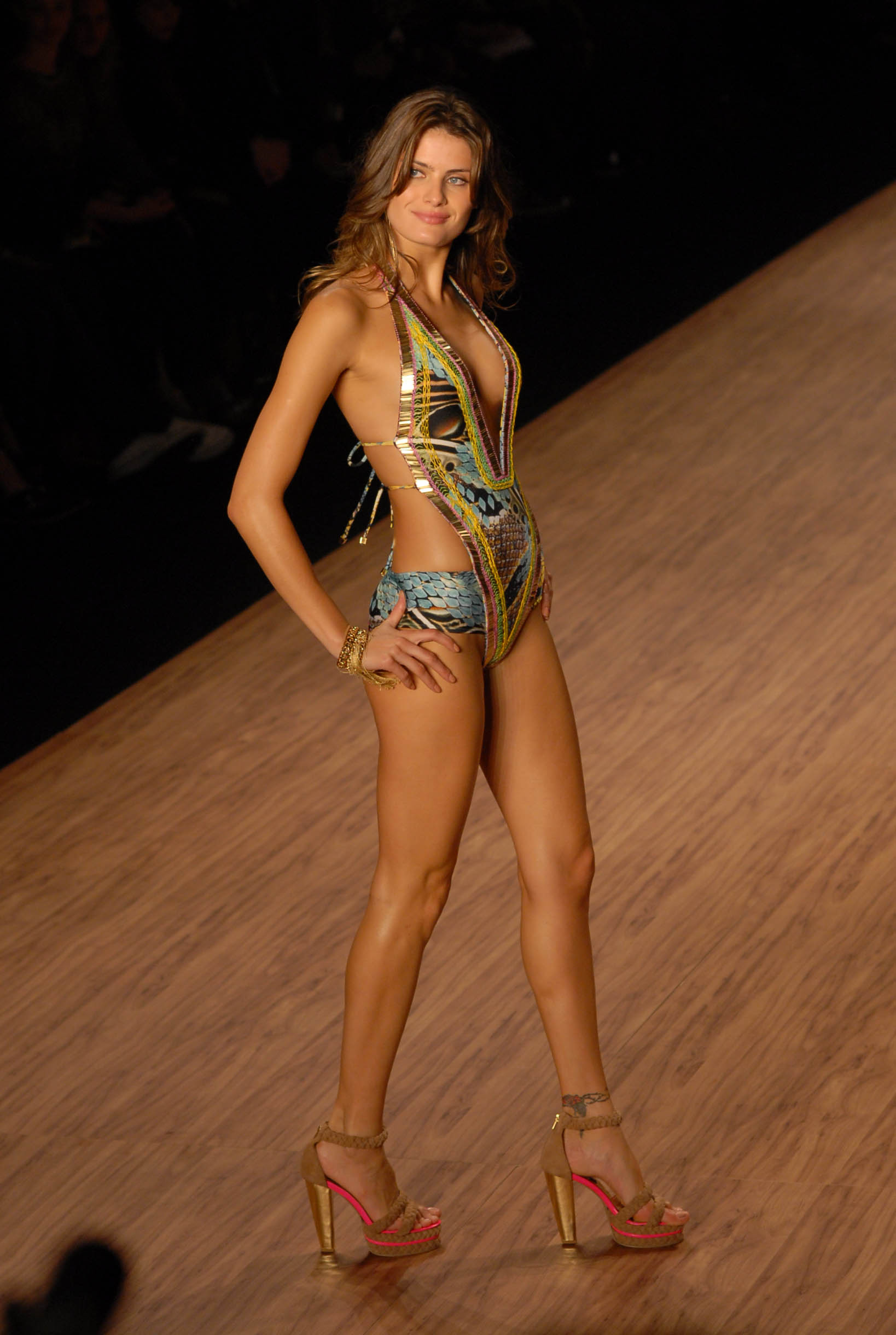
São Paulo Fashion Week 2011

Em julho de 2010, Isabeli em parceria com a C&A divulga a sua primeira coleção de roupas feita por ela mesma que ganhou o nome de C&A by Isabeli Fontana, a coleção de primavera, ganhou um toque rock and roll. Na sua coleção estava à venda lingeries, roupas, sapatos, bolsas e acessórios. O contrato com a C&A terminou no final de 2010.
Em 2011, Isabeli fez duas novas parcerias, mas dessa vez com a linha de esmaltes Risqué e com a linha de lingeries Un.I. A coleção de esmaltes ganhou o nome de Risqué by Isabeli Fontana "Sweet Rock'n'Roll", com seis cores diferentes que ganhou os nomes de Isabeli, Azulcrination, Psico, Tattoo, Star e Rock'n'Roll. Já na sua outra parceria com a Un.i, ela empresta seu nome para a nova coleção de verão 2012, que tem o nome de Un.i e Isabeli Fontana.
Desde 2010, Isabeli é a Dream Model do grande evento Monange Dream Fashion Tour.
Isabeli já fez editoriais para grandes revistas como: Capricho, Corpo a Corpo, Elle, Glamour, Harper's Bazaar, Marie Claire, Muse Magazine, Revista Nova, Vogue, V Magazine, W Magazine, Wish Report, entre outras.
Na coleção de F/W 2011, Isabeli foi a recordista de campanhas entre todas as modelos, pegando 9 campanhas no total, emprestando seu rosto para as grifes Bottega Veneta, Dolce & Gabbana, Donna Karan, Escada, Mango, Peter Hahn, Saks Fith Avenue, Revlon e Estee Lauder.
Em 2020, é chamada para competir no quadro Dança dos Famosos do Domingão do Faustão.

## Biografia e vida pessoal
Fontana nasceu em uma família de classe média alta de Curitiba. Filha de Maribel Bergossi e Antonio Carlos Fontana, seus avós maternos e paternos eram italianos.

### Educação

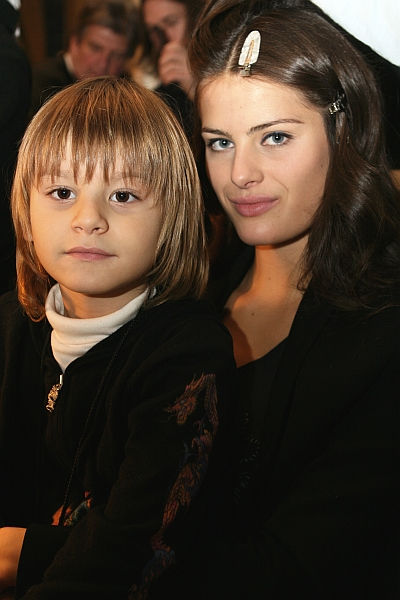
Fontana com o filho Zion (2008)

Quando nova, Fontana frequentou a escola católica no bairro do Portão, localizada na cidade do Curitiba. Ela é frequentemente vista fazendo o sinal da cruz em filmagens. Ela é uma católica romana não praticante.

### Relacionamentos
Em 2000, iniciou um namoro com o modelo Álvaro Jacomossi. No mesmo ano foram viver juntos. Em 2001, os dois oficializaram a união. O seu filho, Zion Fontana Jacomossi, nasceu em 28 de março de 2003, de parto normal, na cidade de Nova Iorque nos Estados Unidos. Em 2004, o casal divorciou-se.
Ainda em 2004, no mesmo ano de sua separação, iniciou um namoro com o ator e modelo Henri Castelli. Com oito meses de namoro, em 10 de dezembro daquele ano, oficializaram a união. Em 23 de outubro de 2006, nasceu o seu segundo filho, Lucas Fontana Castelli, que nasceu de parto normal, na cidade de São Paulo. O casal se divorciou em 2007.
Dois meses após a separação, Isabeli assumiu estar em uma relação amorosa com o empresário Rico Mansur. Eles se tornaram sócios de um restaurante na cidade de São Paulo, mas o namoro terminou em dezembro de 2008. 
Em janeiro de 2009, iniciou um namoro com o cantor Marcelo Falcão, mas o romance terminou em 2011. 
Ainda em 2011, iniciou um relacionamento sério com o cantor Rohan Marley (filho do famoso Bob Marley). Ela o conheceu enquanto passava férias na Jamaica. Em 2012 ficaram noivos, mas o relacionamento terminou no início de 2013.
Logo após a separação, assumiu um relacionamento amoroso com o cantor Di Ferrero, vocalista da banda Nx Zero. Ambos casaram-se em 2016 nas Maldivas.

## Filmografia
| Ano  | Título            | Papel           | Notas            | Emissora   |
| ---- | ----------------- | --------------- | ---------------- | ---------- |
| 1998 | Torre de Babel    | Ela mesma       | Convidada        | Rede Globo |
| 2005 | Belíssima         | Ela mesma       | Convidada        | Rede Globo |
| 2010 | A Vida Alheia     | Verônica Moyana |                  | Rede Globo |
| 2010 | Passione          | Ela mesma       | Convidada        | Rede Globo |
| 2011 | Aline             | Princesa Léa    |                  | Rede Globo |
| 2015 | Verdades Secretas | Ela mesma       | Desfile de Angel | Rede Globo |
| 2020 | Dança dos Famosos | Participante    | Temporada 17     | Rede Globo |